# Phrase choc

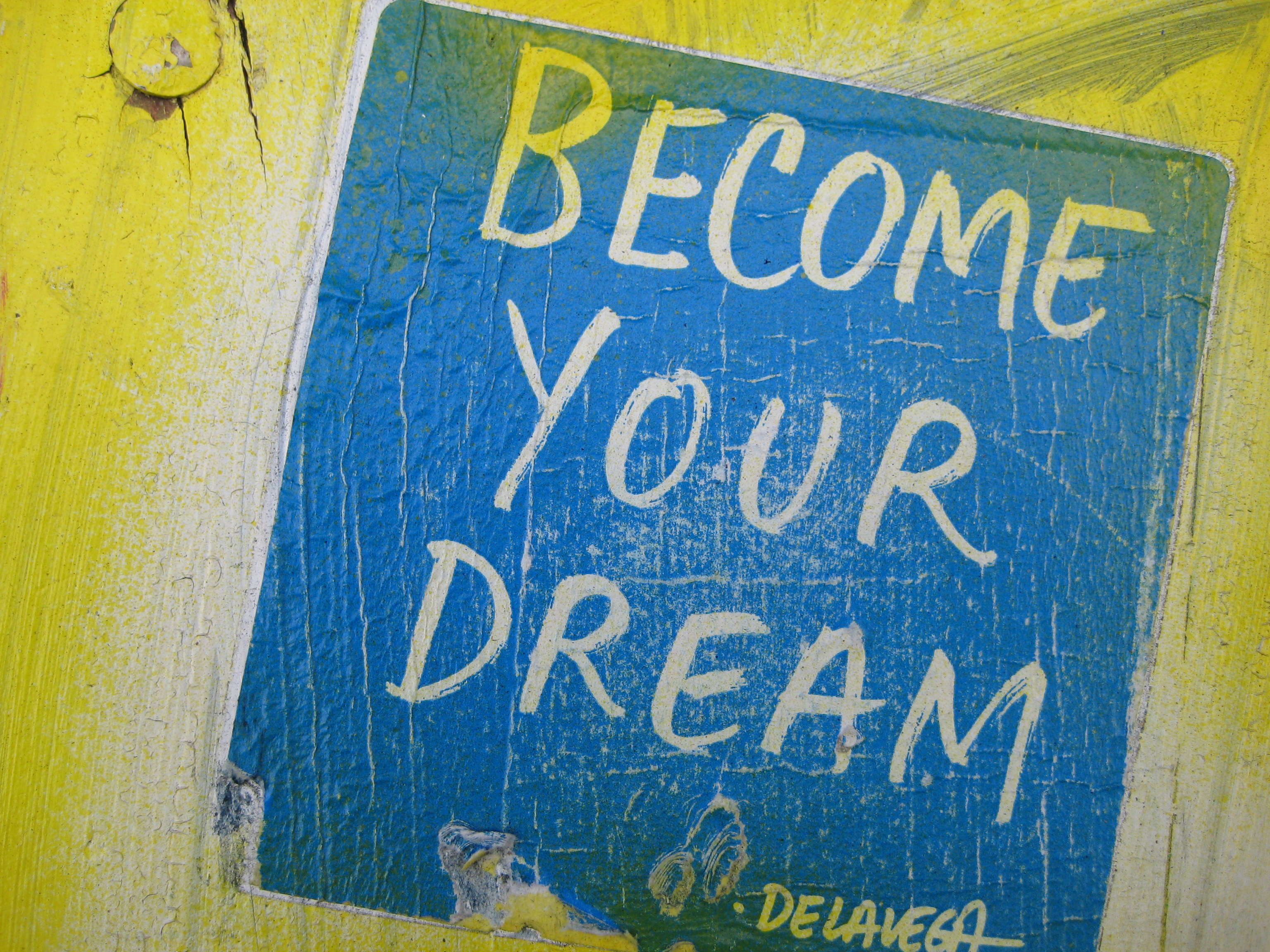
Phrase choc (sous forme de slogan) écrite en anglais (East Village, New York)

« Phrase choc » ou punchline (parfois orthographiée punch line) désigne, dans plusieurs domaines artistiques, une phrase forte ou choc qui conclut de manière inattendue une situation, une histoire, une partie d'un discours ou d'un texte. Elle désigne une petite phrase dans le domaine politique.
L'expression vient de l'anglais, où son usage originel est à rapprocher de celui de chute, dans le sens d'une pointe ou d'un mot d'esprit.

## Définition et origine
Initialement, une « punch line » est une locution en anglais, perçue d'une manière générale comme un mot d'auteur. Le terme s'applique particulièrement à une réplique (en anglais : line) comique et percutante (en anglais : punchy), constituant la « chute » d'une histoire drôle ou d'un dialogue de comédie.
Le terme punchline ne figure pas dans le dictionnaire Larousse de la langue française mais il figure dans le dictionnaire bilingue français-anglais où il est traduit sous le terme de « fin (d'une plaisanterie) ». Ce terme reste assez proche du mot d'origine anglaise « slogan » dont l'étymologie (dérivé du gaélique) signifie approximativement « cri de la foule ».

## Acceptions francophones

### Musique
Par glissement de sens, le terme « punchline » a été repris par les rappeurs francophones. Certains d'entre eux se sont spécialisés dans l'écriture de ces phrases choc et sont alors désignés collectivement comme des « punchlineurs ». La punchline perd alors sa connotation comique, (même s'il est bon de savoir que quelques rappeurs s'appliquent désormais à écrire des punchlines à sens humoristique, ex : Alkpote a.k.a l'Empereur de la Crasserie, Vald, etc.) et désigne une formule sentencieuse, un aphorisme ou un vers particulièrement percutant. L'importance de la punchline dans la culture hip-hop peut être observée lors des tournois de battles (par exemple « Rap Contenders », « Word Up! »), où le but est de provoquer son adversaire. Ces joutes oratoires consistent à proposer le meilleur « clash » contre un adversaire, sous forme d'un ou plusieurs couplets de punchlines : c'est le moyen le plus percutant.
Des rappeurs ou groupes français se démarquent par un style riche en punchlines. On peut citer, parmi les plus célèbres : Disiz, Lino, Booba, Davodka, Dinos Punchlinovic, Seth Gueko, IAM, NTM, Orelsan, Hugo TSR, Sultan, Youssoupha[réf. nécessaire], etc.
On trouve également ce terme employé dans le monde des musiques électroniques, en particulier de la techno hardcore.

### Graffitis
Dans l'univers du graffiti, une punchline est une phrase écrite dans ou à côté d'une production. Il peut s'agir d'une citation de chanson ou de film, d'une maxime ou d'une interjection originale propre à l'artiste.
L'artiste de rue grenobloise Petite Poissone (qui refuse paradoxalement cette appellation) écrit au pochoir ou sous forme de collage de courts textes s'apparentant à des aphorismes dont le sens principal est l'autodérision et l'humour. En outre, elle est l'autrice d'un ouvrage qui y présente sa passion.